# Ctenus itatiayaeformis
Ctenus itatiayaeformis este o specie de păianjeni din genul Ctenus, familia Ctenidae, descrisă de Caporiacco, 1955.
Este endemică în Venezuela. Conform Catalogue of Life specia Ctenus itatiayaeformis nu are subspecii cunoscute.